# Daszewice (województwo mazowieckie)
Daszewice – wieś w Polsce położona w województwie mazowieckim, w powiecie grójeckim, w gminie Belsk Duży.
Wieś wchodzi W skład sołectwa Rożce.
W latach 1975–1998 miejscowość należała administracyjnie do województwa radomskiego.